# Китка (връх)
Вижте пояснителната страница за други значения на Китка.
Кѝтка е най-високият връх в Завалска планина (1181 m н.в.). Върхът е с пирамидална форма. От южното му подножие извира Конска река. Връх Китка е зает от малки гори от космат дъб и келяв габър. Изходни пунктове за изкачване на върха са селата Завала и Неделково.

## Други
На Завалска китка е наречена улица в квартал „Красно село“ в София (Карта).